# Von Horn
Den svenska ätten von Horn är en gren av en adelsätt (vam Horne) från Bremen. Släkten var på 1500-talet en hanseatisk borgar- och patriciersläkt. Den kom först till Holland och därefter till Sverige genom Paridon van Hoorn (död 1644). Han var bruksägare samt generalarrendator av Stora sjötullen. Han var även svensk politisk agent i Holland 1612. Han avled barnlös. En av hans brorsöner, Johan von Horn, flyttade till Sverige 1631 och blev stamfader för den svenska grenen av ätten.
Ätten skrevs in 1806 under nr 19 i Andra klassen, riddare, på svenska Riddarhuset för Pommern och Rügen i Greifswald men är inte introducerad på Sveriges riddarhus i Stockholm.
I april 2016 uppgavs 61 personer med efternamnet von Horn som bosatta i Sverige.

## Personer med efternamnet von Horn
- Brita von Horn (1886–1983), författare, regissör och teaterledare
- Carl von Horn (1903–1989), militär med FN-uppdrag
- Carl Eduard von Horn (1845–1920), kammarherre, jurist och affärsman
- Gustaf von Horn (1868–1940), militär och författare
- Hans von Horn (1871–1924), godsägare och politiker
- Jan von Horn (1907–1987), militär
- Knut von Horn (1907–1990), diplomat och hovman
- Magnus von Horn (född 1983), filmregissör
- Paridon von Horn (1912–1999), skådespelare och regiassistent
- Robert von Horn (1879–1947), godsägare och politiker, högerman